# Фалсифицируемост
Фалсифицируемост („опровержимост“) (на латински: falsificatio, от falsus – неистинен и facio – правя) е важно понятие във философията на науката – възможността някакво твърдение или теория да се опровергае емпирично. Противостои на „верифицируемост“ – възможност за емпирично установяване, че твърдението е вярно.
„Фалсифицируемост“ е централно понятие в методологията на науката на Карл Попър, който издига на пръв поглед парадоксалната идея, че едно твърдение или теория не могат да бъдат научни, ако не допускат възможността да излязат неверни.
Фалсифицируем не означава неверен. За да бъде едно твърдение невярно, трябва поне принципно да бъде възможно да се направи наблюдение, което би показало, че то е невярно, дори и такова наблюдение да не е направено. Например твърдението „Всички гарвани са черни“ би могло да се опровергае (фалсифицира), ако се наблюдава един гарван, който не е черен.
Фалсификационистите твърдят, че всяка теория, за която не съществува дори теоретична възможност да се опровергае, е ненаучна. Теорията на психоанализата например се посочва от поддръжниците на Карл Попър като пример за идеология, а не наука. Един пациент, за когото психоаналитикът смята, че е „в отричане“ относно сексуалната си ориентация, може да се разглежда като потвърждаващ, че е хомосексуален, просто като отрича, че е такъв; и ако прави секс с жени, може да бъде обвинен, че се опитва да подкрепи отричането си. С други думи, няма начин пациентът убедително да покаже своята хетеросексуалност на психоаналитика. Това е пример, който Попър нарича „затворен кръг“. Твърдението, че пациентът е хомосексуален, не е фалсифицируемо.